# Michael Kolz
Michael Kolz (* 29. August 1970 in Hamburg) ist ein deutscher Lobbyist und ehemaliger Journalist. Seit 2022 ist er bei Warner Media für die Regierungsbeziehungen zuständig. Von 2020 bis 2022 war er dies für den Mutterkonzern AT&T.

## Beruflicher Werdegang
Kolz studierte ab 1991 Politik- und Rechtswissenschaften sowie Psychologie an der Christian-Albrechts-Universität zu Kiel. Ab 1994 begann er darüber hinaus ein Studium an der University of California, Santa Barbara, USA, welches er 1996 mit einem Master of Arts in Political Science abschloss. Er nahm das Studium in Kiel wieder auf und schloss es im November 1996 mit einem Magister Artium ab.
Ab 1998 absolvierte er ein Traineeprogramm bei ZDF und Phoenix in Mainz, Düsseldorf und Köln und war seit 1999 als Moderator von Phoenix der Tag und Reporter für Phoenix vor Ort bei Phoenix tätig. Er moderierte auch die politische Sendung Unter den Linden, zunächst gemeinsam mit Hartmann von der Tann, danach im Wechsel mit Christoph Minhoff und Michael Hirz. Seit 2003 war Kolz Chef vom Dienst der Programmgeschäftsführung bei Phoenix, 2008 übernahm er die stellvertretende Leitung der Redaktion „Gespräche“. Von 2010 bis 2020 war er Leiter der Redaktion „Ereignis 2“ und stellvertretender Programmgeschäftsführer. Im Juni 2020 hat phoenix mitgeteilt, dass Michael Kolz Ende Juli 2020 den Sender auf eigenen Wunsch verlassen werde, um ab August 2020 eine neue Tätigkeit beim US-Kommunikationskonzern AT&T/WarnerMedia wahrzunehmen.
Ab 1. August 2020 war Kolz bei AT&T Executive Director und Head of External & Regulatory Affairs für Deutschland, Österreich und die Schweiz. Diese Position hatte Kolz bis Anfang 2022 inne. Am 1. März 2022 wurde er Vice President Public Policy für Deutschland, Österreich und die Schweiz (DACH) bei Warner Media.

## Auszeichnungen und Stipendien
- 1999: Stipendiat des „Senior Editors’ Program“ der RIAS Berlin Kommission in Washington D.C., New York und bei der RTNDA-Convention in Charlotte, NC
- 2000: Stipendiat der Arthur F. Burns Fellowship bei News 8 NBC Hawaii, Honolulu/HI
- 2002: Preisträger der Körber-Stiftung für den NBC-Hawaii-Film „Job Fair“
- 2005: Stipendiat der Körber-Stiftung „Roundtable USA“
- 2007: Young Leader bei der Atlantik-Brücke e.V.